# São Sebastião da Bela Vista (ort)
São Sebastião da Bela Vista är en ort i Brasilien.   Den ligger i kommunen São Sebastião da Bela Vista och delstaten Minas Gerais, i den sydöstra delen av landet, 700 km söder om huvudstaden Brasília. São Sebastião da Bela Vista ligger 847 meter över havet och antalet invånare är 4 948.
Terrängen runt São Sebastião da Bela Vista är platt åt nordväst, men åt sydost är den kuperad. Närmaste större samhälle är Santa Rita do Sapucaí, 11,6 km sydost om São Sebastião da Bela Vista.
Omgivningarna runt São Sebastião da Bela Vista är huvudsakligen savann. Runt São Sebastião da Bela Vista är det ganska tätbefolkat, med 93 invånare per kvadratkilometer.